# Route nationale 14
Die Route nationale 14, kurz N 14 oder RN 14, ist eine französische Nationalstraße.
Sie wurde 1824 zwischen Saint-Denis und Le Havre festgelegt und geht auf die Route impériale 15 zurück. Ihre Länge betrug 203 Kilometer. 1933 wurde sie ab Épinay-sur-Seine zur Stadtgrenze von Paris geführt und die alte Trasse ab dort nach Saint-Denis wurde zur N 14A. Dies verlängerte sie um vier Kilometer. Das Stück nördlich der Kreuzung mit der N310A stammt dabei von der RD11; südlich davon von der RD12. 1949 gab sie den Abschnitt zwischen Rouen und Le Havre an die neu erstellte Nationalstraße 13Bis ab. Dadurch verkürzte sie sich um 90 Kilometer. Sie wurde im Laufe der Zeit abschnittsweise zur Schnellstraße ausgebaut und auf Umgehungsstraßen verlegt. 2006 wurde sie bis auf die Verlängerung der Autoroute A15 bei Pontoise abgestuft.

## N14a
siehe Route nationale 14a

## N14b
Die N14B war von 1933 bis 1973 ein Seitenast der N14 in Bonsecours der eine parallel Alternative zu dieser darstellte. Er trägt heute die Nummer D914.

## N14c
Die N14C war von 1933 bis 1973 ein Seitenast der N14, der innerhalb von Le Havre von dieser abzweigte und zur N182 verlief. 1978 wurde er zur N115 umgenummert.

## N514
Die N514 war von 1975 bis 2000 ein Seitenast der N14, der zwischen dieser und der Anschlussstelle 3 der A15 verlief. Sie geht auf die Südumgehung zurück, auf die die N14 gelegt wurde und entstand durch den Weiterbau der Schnellstraße Richtung Paris und deren Aufstufung zur A15. Heute trägt sie die Nummer D141.

## N2014
Die N2014 war die Nummer von zwei Seitenästen der N14. Diese entstanden auf der alten Trasse der N14, als diese auf Umgehungsstraßen verlegt wurde. Die erste existierte von 1987 bis 2006 zwischen Pontoise und Puiseux-Pontoise und die zweite von 2001 bis 2006 in Saint-Clair-sur-Epte.